# 迪尔福-拉卡普莱特
迪尔福-拉卡普莱特（法語：Durfort-Lacapelette，法語發音：[dyʁfɔʁ lakaplɛt]）是法国奥克西塔尼大区塔恩-加龙省的一个市镇，属于卡斯泰尔萨拉桑区。

## 地理
迪尔福-拉卡普莱特（44°11'11"N, 1°9'18"E）面积35.83 平方千米，位于法国奧克西塔尼大區塔恩-加龙省，该省份为法国西南部内陆省份，北起顺时针与洛特省、阿韦龙省、塔恩省、上加龙省、热尔省和洛特-加龙省接壤。
与迪尔福-拉卡普莱特接壤的市镇（或旧市镇、城区）包括：卡兹-蒙德纳尔、拉弗朗赛斯、穆瓦萨克、蒙巴尔拉、孟德斯鸠、圣阿芒德佩拉加勒。
迪尔福-拉卡普莱特的时区为UTC+01:00、UTC+02:00（夏令时）。

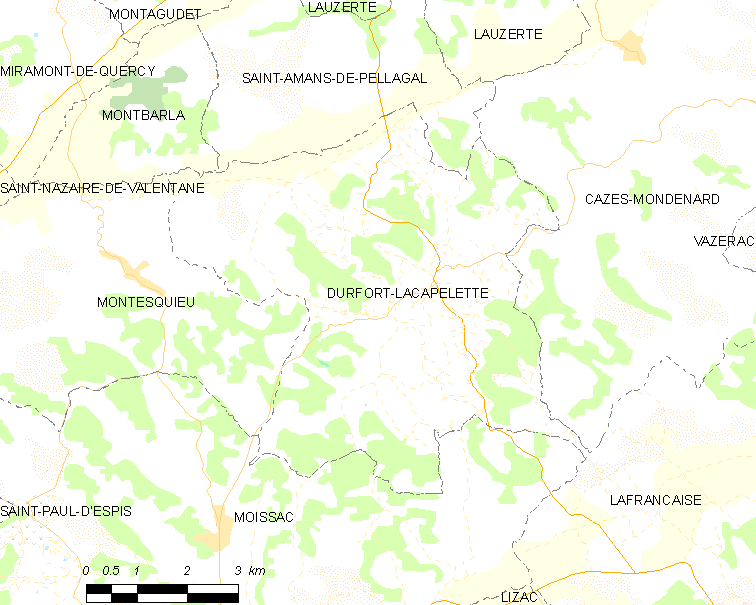
迪尔福-拉卡普莱特的OSM定位图

## 行政
迪尔福-拉卡普莱特的邮政编码为82390，INSEE市镇编码为82051。

## 政治
迪尔福-拉卡普莱特所属的省级选区为塞尔地区-南凯尔西县。

## 人口

1962-2008年间迪尔福-拉卡普莱特人口变化图示

迪尔福-拉卡普莱特于2022年1月1日时的人口数量为842人。